# Colonia de Singapur
La colonia de Singapur fue una colonia británica que existió desde 1946 hasta 1963, cuando Singapur se volvió parte de Malasia. Después de que el Imperio de Japón se rindiera ante los aliados en el final de la Segunda Guerra Mundial, la isla fue recuperada por los británicos en 1945, quienes ya la poseían como parte de las Colonias del Estrecho. En 1946, las Colonias del Estrecho fueron disueltas, en consecuencia, Singapur junto con las Islas Cocos, la Isla de Navidad y Labuan se unificaron bajo el nombre de la "Colonia de Singapur". La colonia fue gobernada directamente desde Londres hasta que logró obtener una autonomía interna parcial en 1955.

## Historia

### Período después de la guerra: los británicos retoman el control
Luego de que el Imperio Japonés se rindiese ante los aliados en 1945, hubo un estado de desorganización social en Singapur, pues los británicos no habían llegado a retomar el control en la misma y el Imperio Japonés tenía un débil control en la población de la isla, lo que provocó que los incidentes de saqueos y asesinatos por venganza se fuesen generalizando.
Cuando los británicos llegaron a Singapur, miles de singapurenses se fueron a las calles a celebrar su llegada. La Colonia fue gobernada por una Administración Militar Británica (BAM, por sus siglas en inglés) entre septiembre de 1945 y marzo de 1946, durante ese tiempo Singapur también fue sede de los gobiernos británicos del Sureste de Asia. Sin embargo, gran parte de las infraestructuras habían sido destruidas, incluyendo las del sistema de electricidad y el de provisión de agua, servicios telefónicos, así como las instalaciones de puertos en el Puerto de Singapur.
Hubo escasez de alimentos, lo que condujo a la malnutrición, enfermedades, crímenes y violencia. El desempleo, altos precios de la comida y el descontento de los trabajadores llevó a una serie de huelgas en 1947, causando paros masivos de autobuses y otros servicios. Más tarde en 1947, la economía parecía recuperarse, siendo resultado de la creciente demanda de estaño y caucho en todo el mundo. Pero tomaría varios años antes de que volviera a los niveles de preguerra.

### Establecimiento de la colonia
En abril de 1946, las Colonias del Estrecho fueron disueltas tras la reorganización de las colonias británicas en el Sureste Asiático, por ello, Singapur se volvió una colonia británica con una administración civil encabezada por un Gobernador General. En julio de 1947, fueron establecidos un Gobernador y un Consejo Legislativo, cuyas elecciones para escoger 6 miembros se dejaron para el año siguiente.

### Fusión con Malasia
El fracaso de los británicos a la hora de defender Singapur de los japoneses había destruido su credibilidad como gobernantes infalibles a los ojos de la población local de Singapur. Las décadas durante y después de la Segunda Guerra Mundial vieron un despertar político en la población local y el crecimiento de sentimientos nacionalistas y anticoloniales, incluyendo el grito de Merdeka (Traducido por "Independencia" o "Libertad"). Los Británicos, por su parte, emprendieron un programa de aumento gradual de autogobierno para Singapur y Malasia. La Colonia Singapurense fue disuelta el 16 de septiembre de 1963, cuando el archipiélago empezó a ser parte de Malasia, lo cual puso fin a los 144 años de control británico sobre la isla.
En agosto de 1965, Singapur dejó de ser parte de Malasia debido a discusiones políticas y económicas, fundándose entonces oficialmente la "República de Singapur".

## Gobierno

### Primer consejo legislativo (1948-1951)
Las primeras elecciones singapurenses, celebradas en marzo de 1948 para elegir los miembros del Consejo Legislativo, fueron bastante limitadas. El derecho de voto fue restringido sólo para súbditos británicos mayores de edad, de los cuales alrededor de 23.000 o un 10% de esos se registraron para votar. Sólo 6 de los 25 escaños del Consejo Legislativo eran electivos; el resto eran designados por el gobernador general o por la Cámara de Comercio.
Tres de los escaños electos en el Consejo Legislativo fueron ganados por un partido recién formado llamado "Singapore Progressive Party" (SPP), un partido conservador cuyos líderes eran empresarios y profesionales reacios a un autogobierno inmediato. Los otros tres escaños fueron obtenidos por independientes.
Tres meses después de las elecciones, estalló una revuelta armada en Malasia de grupos comunistas —la emergencia malaya— y los británicos impusieron duras medidas para controlar a los movimientos de izquierda en Singapur y Malasia y se aprobó la controvertida Ley de Seguridad Interna, que permitía la detención indefinida sin juicio para personas sospechosas por ser "amenazas para la seguridad", se introdujo en ese tiempo.
Puesto que los grupos de la izquierda eran los más críticos con el sistema colonial, los avances en el autogobierno se estancaron durante varios años. El gobierno colonial también intentó impedir los contactos entre Singapur y China, que acababa de caer bajo el dominio del Partido Comunista de China. A Tan Kah Kee, un empresario y filántropo local, se le denegó la entrada a la colonia de Singapur a la vuelta de un viaje a China.

### Segundo consejo legislativo (1951-1955)
Una segunda elección para el consejo legislativo fue hecha en 1951, en esta ocasión se incrementó el número de escaños que podían ser electos de 6 a 9. Esta elección fue de nuevo dominada por el partido SPP, el cual obtuvo 6 escaños. Esto contribuyó lentamente a la formación de un gobierno distinto para Singapur, diferente a la administración colonial, la cual seguía dominando.
En 1953, con los comunistas suprimidos en Malasia y el periodo más difícil de la "Emergencia" terminado, el gobierno nombró una comisión, encabezada por Sir George Redel, para estudiar la posibilidad de otorgar la independencia a Singapur. La comisión propuso una forma de autonomía limitada.
Como resultado de la propuesta, se sustituyó al Consejo Legislativo por la Asamblea Legislativa, de la cual 25 de los 32 escaños que la constituían serían elegidos por los ciudadanos, además, se dio origen a la figura de "Ministro Principal" que actuaría como Jefe de Gobierno y un Consejo de Ministros como Gabinete que se designaría bajo el Sistema Parlamentario. No obstante, los británicos mantuvieron el control sobre áreas tales como la seguridad interna y asuntos exteriores, además de aún poseer el poder de veto de la legislación, cumpliendo así con la forma de autonomía limitada que había sido escogida anteriormente.
El Gobierno se conformó con las recomendaciones, y las elecciones para la Asamblea Legislativa fueron programadas para el 2 de abril de 1955. La elección fue animada y muy igualada, con varios partidos recién formados ingresando en las elecciones. En contraste con las elecciones anteriores, los votos fueron automáticamente registrados, expandiendo a los electores a alrededor de 300.000. La SPP fue sólidamente derrotada en las elecciones, ganando sólo 4 escaños. El recién formado partido de izquierda, el Frente Laborista, fue el mayor ganador de las elecciones, con 10 escaños ganados y fue capaz de formar una coalición de gobierno con el UMNO-MCA, la cual ganó 3 escaños. Otro partido recién formado, de ese entonces de izquierda llamado People's Action Party (PAP), ganó 3 escaños.

## Administración
En abril de 1946, la colonia de Singapur estaba conformada por las Islas Cocos, las Isla de Navidad y Labuan después de la disolución de las Colonias del Estrecho. Como una colonia británica, Singapur heredó la estructura de la organización jerárquica del gobierno de las Colonias del Estrecho con un Gobernador General, quien era asistido por un Consejo Ejecutivo, un Consejo Legislativo y un Consejo Municipal. En julio de 1946, Labuán se volvió parte de la Colonia de Borneo Septentrional. La soberanía de las Islas Cocos fue transferida a Australia en 1955. Finalmente, la administración de la Isla de Navidad también fue transferida a Australia en 1957 a solicitud del gobierno de dicha nación.